# Congresso de Haia
O Congresso de Haia da Associação Internacional dos Trabalhadores teve lugar na Haia, entre 2 e 7 de Setembro de 1872. 
Participaram nele 65 delegados de 15 organizações nacionais. Marx e Engels dirigiram os trabalhos do Congresso. O Congresso constituiu o culminar da postura que Marx, Engels e os seus seguidores vinham travando há muitos anos, levantadas, por eles, como uma postura contra todas as formas de sectarismo pequeno-burguês no movimento operário. Os anarquistas foram condenados e os seus dirigentes foram expulsos da Internacional. Em virtude dessa expulsão, os anarquistas entoaram suas lutas principalmente por meio da Federação de Jura, da qual vários dos mais influentes anarquistas participaram. As resoluções do Congresso de Haia lançaram as bases da criação de partidos políticos marxistas da classe operária, independentes, em vários países.